# Danielle Collins
Danielle Collins   (Saint Petersburg, 13 de desembre de 1993) és una tennista estatunidenca.
Ha guanyat qautre títols individuals del circuit WTA, inclòs un títol WTA 1000, el Miami Open 2024, i un títol de dobles femenins. Va arribar a la seva primera final individual d'un Grand Slam a l'Open d'Austràlia 2022.
Com a professional, va arribar a les semifinals del Miami Open 2018, i a l'Open d'Austràlia 2019 va passar a les semifinals derrotant a la número 2 del món Angelique Kerber. Collins també va ser a quarts de final al Torneig de Roland Garros 2020 en individuals i semifinalista al Torneig de Wimbledon 2022 en dobles.

## Biografia
Filla de Walter i Cathy Collins. Es va graduar al Northeast High School de Saint Petersburg (Florida). Va començar a jugar a tennis al club de tennis Isla Del Sol Yacht & Country Club, també de Saint Petersburg, fins que va entrar a la IMG Academy. Inicialment va competir per l'equip universitari Florida Gators i l'any següent es va formar a la Universitat de Virgínia, passant a competir pels Virginia Cavaliers. Va guanyar el títol individual de la National Collegiate Athletic Association dues vegades, el 2014 i el 2016. Es va llicenciar en estudis i negocis de mitjans de comunicació, i posteriorment va completar un màster en direcció esportiva en un programa especial associat amb la WTA.

## Torneigs de Grand Slam

### Individual: 1 (0−1)
| Resultat  | Núm. | Any  | Torneig          | Oponent        | Marcador    |
| --------- | ---- | ---- | ---------------- | -------------- | ----------- |
| Finalista | 1.   | 2022 | Open d'Austràlia | Ashleigh Barty | 3−6, 6−7(2) |

## Palmarès

### Individual: 6 (4−2)
| Llegenda         |
| ---------------- |
| Grand Slam (0−1) |
| WTA Finals (0−0) |
| WTA 1000 (1−0)   |
| WTA 500 (2−1)    |
| WTA 250 (1−0)    |

| Títols per superfície |
| --------------------- |
| Dura (2−1)            |
| Gespa (0−0)           |
| Terra batuda (2−1)    |

| Resultat   | Núm. | Data                 | Torneig                     | Superfície   | Oponent             | Marcador          |
| ---------- | ---- | -------------------- | --------------------------- | ------------ | ------------------- | ----------------- |
| Guanyadora | 1.   | 25 de juliol de 2021 | Palerm, Itàlia              | Terra batuda | Elena-Gabriela Ruse | 6−4, 6−2          |
| Guanyadora | 2.   | 8 d'agost de 2021    | San Jose, Estats Units      | Dura         | Dària Kassàtkina    | 6−3, 6−7(10), 6−1 |
| Finalista  | 1.   | 30 de gener de 2022  | Open d'Austràlia, Austràlia | Dura         | Ashleigh Barty      | 3−6, 6−7(2)       |
| Guanyadora | 3.   | 31 de març de 2024   | Miami, Estats Units         | Dura         | Ielena Ribàkina     | 7−5, 6−3          |
| Guanyadora | 4.   | 7 d'abril de 2024    | Charleston, Estats Units    | Terra batuda | Dària Kassàtkina    | 6−2, 6−1          |
| Finalista  | 2.   | 25 de maig de 2024   | Estrasburg, França          | Terra batuda | Madison Keys        | 1−6, 2−6          |

### Dobles femenins: 2 (1−1)
| Llegenda         |
| ---------------- |
| Grand Slam (0−0) |
| WTA Finals (0−0) |
| WTA 1000 (0−0)   |
| WTA 500 (1−1)    |
| WTA 250 (0−0)    |

| Títols per superfície |
| --------------------- |
| Dura (0−1)            |
| Gespa (0−0)           |
| Terra batuda (1−0)    |

| Resultat   | Núm. | Data                   | Torneig                  | Superfície   | Parella          | Oponents                              | Marcador          |
| ---------- | ---- | ---------------------- | ------------------------ | ------------ | ---------------- | ------------------------------------- | ----------------- |
| Guanyadora | 1.   | 9 d'abril de 2023      | Charleston, Estats Units | Terra batuda | Desirae Krawczyk | Giuliana Olmos Ena Shibahara          | 0−6, 6−4, [14−12] |
| Finalista  | 1.   | 16 de setembre de 2023 | San Diego, Estats Units  | Dura         | CoCo Vandeweghe  | Barbora Krejčíková Kateřina Siniaková | 1−6, 4−6          |

### Equips: 1 (1−0)
| Resultat   | Núm. | Data               | Torneig                       | Superfície | Equip                                                                | Oponents                                                                                 | Marcador |
| ---------- | ---- | ------------------ | ----------------------------- | ---------- | -------------------------------------------------------------------- | ---------------------------------------------------------------------------------------- | -------- |
| Guanyadora | 1.   | 5 de gener de 2025 | United Cup, Sydney, Austràlia | Dura       | Taylor Fritz Robert Galloway Coco Gauff Desirae Krawczyk Denis Kudla | Maja Chwalińska Hubert Hurkacz Kamil Majchrzak Alicja Rosolska Iga Świątek Jan Zieliński | 2−0      |

## Trajectòria

### Individual
| Torneig | 2014 | 2015 | 2016 | 2017 | 2018  | 2019  | 2020 | 2021  | 2022  | 2023  | 2024 | Títols   | V – D    |
| --- | ---- | ---- | ---- | ---- | ----- | ----- | ---- | ----- | ----- | ----- | ---- | -------- | -------- |
| Open d'Austràlia | A    | A    | A    | A    | Q3    | SF    | 2R   | 2R    | F     | 3R    | 2R   | 0 / 6    | 16 – 6   |
| Roland Garros | A    | A    | A    | A    | 1R    | 2R    | QF   | 3R    | 2R    | 1R    | 2R   | 0 / 7    | 9 – 7    |
| Wimbledon | A    | A    | A    | Q1   | 1R    | 3R    | NC   | 2R    | 1R    | 2R    |      | 0 / 5    | 4 – 5    |
| US Open | 1R   | A    | 1R   | Q1   | 1R    | 2R    | 1R   | 3R    | 4R    | 2R    |      | 0 / 8    | 7 – 8    |
| Total Victòries−Derrotes | 0−1  | 0−0  | 0−1  | 0−1  | 17−17 | 19−18 | 10−6 | 40−15 | 21−12 | 20−18 |      | 155 – 98 | 155 – 98 |
| Rànquing a final d'any | 950  | –    | 299  | 167  | 36    | 31    | 45   | 29    | 14    | 55    |      |          |          |
| Llegenda: G: Guanyadora; F: Finalista; SF: Semifinalista; QF: Quarts de final; Q: Qualificació; A: Absent; RR: Round Robin; |      |      |      |      |       |       |      |       |       |       |      |          |          |

### Dobles femenins
| Open d'Austràlia | A   | 1R  | 2R  | A   | 3R  | 1R  | 1R | 0 / 5   | 3 – 4   |
| Roland Garros | A   | 2R  | A   | 1R  | 1R  | 1R  |    | 0 / 4   | 1 – 4   |
| Wimbledon | 1R  | QF  | NC  | A   | SF  | 1R  |    | 0 / 4   | 6 – 4   |
| US Open | 2R  | 3R  | A   | A   | A   | 2R  |    | 0 / 3   | 4 – 3   |
| Total Victòries−Derrotes | 1−3 | 5−6 | 1−1 | 0−1 | 6−5 | 9−8 |    | 24 – 27 | 24 – 27 |
| Rànquing a final d'any | 410 | 102 | 96  | 488 | 287 | 84  |    |         |         |
| Llegenda: G: Guanyadora; F: Finalista; SF: Semifinalista; QF: Quarts de final; Q: Qualificació; A: Absent; RR: Round Robin; |     |     |     |     |     |     |    |         |         |